# 哈里·金
哈里·金少尉（Ensign Harry Kim），由臺灣裔美籍演員王以瞻（Garrett Richard Wang）饰演，是科幻电视剧《星际旅行：航海家号》中的一名角色。
他是联邦星舰航海家号的主操作官。

## 概览
哈里·金于2349年出生于美国地区的南卡罗来纳州。他在朱利亚德学院学会了单簧管的吹奏，并有一位名叫利比（Libby）的女朋友。
在2370年从星际舰队学院毕业后，他被分派到联邦星舰航海家号上，在他的第一次任务中他便随着航海家号被守护者抛到了第四象限中。
2372年，航海家号在一处复制物质的异像中被完整地复制了另一艘，两艘船还因相位的不同重叠在相同的空间中。由于维汀人恰好在这个时候来进攻航海家号，原来航海家号上的哈里·金便被抛入太空致死。最后，外星人登上了复制航海家号，而复制的珍妮薇下令摧毁全舰，以阻止维汀人攫取船员们的器官。在星舰摧毁前，复制的哈里·金带着复制的纳奥米·怀德曼来到了原版的航海家号，以取代死掉的原版哈里·金的位置。哈里曾因此事而困扰良久。
在一集中，查可泰与哈里驾驶着德尔塔飞艇为航海家号开路，以实现理论上的超高速量子滑流航行。但不幸的是，哈里将错误的相位校正信息传给了航海家号，导致航海家号在一颗临近第一象限的冰原行星上坠毁。在研究了该错误15年后，哈里与查可泰通过博格人的时空收发器将正确的相位校正信息发回了以前的航海家号。但是，这次他们依旧失败了。在德尔塔飞艇的曲速引擎爆炸前几秒钟，哈里决定让航海家号退出滑流以求保全，而不是重新演算相位校正数据。这一次，他成功了：在新的时间线里，航海家号幸存了下来，但依旧没有冲出第四象限。
在电视剧的七季中，哈里一直保持着少尉的军衔。不过，在一集中，哈里被赋予一艘外星飞船代理舰长的职位，该艘飞船尝试运送人们认为的药品供给给一个行星。
另外，在最后一集中的平行未来时间线里，哈里是联邦星舰罗得岛号（USS Rhode Island）的舰长，其时为2404年。

### 个性
哈里·金的角色，是一位年轻且无经验的小伙子形象。在这方面最突出的是他对九之七笨拙的浪漫情调。哈里通常不是爱情的幸运儿，被迫中断过许多这种关系，通常是由于职责的召唤，或是他自己的霉运或缺乏处世之道。
哈里非常忠于珍妮薇上校。在一集中，一出全息模拟的马奇游击队叛乱展示了作为舰桥军官的哈里对珍妮薇的忠诚，即使是受到相位枪的威胁下。